# (18964) Fairhurst
(18964) Fairhurst (2000 QJ142) – planetoida z pasa głównego asteroid okrążająca Słońce w ciągu 3,87 lat w średniej odległości 2,46 j.a. Odkryta 31 sierpnia 2000 roku.